# Luciobarbus steindachneri
Luciobarbus steindachneri là một loài cá tron ghọ Cyprinidae. Loài này được thuộc chi Luciobarbus theo phân loại IUCN, tuy nhiên chi này thường được xem như là một phân chi của chi Barbus.